# Saceta-Paraṃparā
Saceta-Paraṃparā (in hindī सचेत–परंपरा, Hunter: Sachet-Parampara) sono un duo di compositori e cantautori indiani formato da Saceta Taṃḍana (in hindī सचेत टंडन, Hunter: Sachet Tandon) e Paraṃparā Thākura (in hindī परंपरा ठाकुर, Hunter: Parampara Thakur). Sono noti per i loro contributi alle colonne sonore di numerosi film hindī tra cui Toilet: Ek Prem Katha (2017), Bhūmi (2017), Yamalā Pagalā Dīvānā: Phira Se (2018), Battī Gula Mīṭara Cālū (2018), Pala Pala Dila Ke Pāsa (2019), Kabir Singh (2019), Tāṇhājī (2020) e Jersey (2022). Attivi su YouTube, il loro video musicale Choḍa Deṃge ha ricevuto quasi mezzo miliardo di visualizzazioni.

## Storia
Saceta Taṃḍana nacque a Lakhnaū il 17 agosto 1989, mentre Paraṃparā Thākura nacque nella capitale Delhi il 28 febbraio del 1992. Divenuti finalisti della prima stagione indiana del reality show The Voice India nel 2015, diedero poi vita l'anno successivo al duo canoro che li ha resi famosi. Saceta ha conseguito gli studi presso il St. Fidelis College e poi presso l'Università di Lakhnaū. Paraṃparā ha studiato presso il Lady Shri Ram College di Delhi. Il duo è convolato a nozze il 27 novembre 2020.

## Singoli
Saceta-Paraṃparā
- 2017 – Subah Ki Train
- 2019 – Mere Sohneya
- 2019 – Ishq Chaliya
- 2019 – Dil Uda Patanga
- 2019 – Maa Ka Mann
- 2019 – Pal Pal Dil Ke Paas (Celebration)
- 2019 – Pal Pal Dil Ke Paas (Version 2)
- 2019 – Dilbara
- 2019 – Khwabfaroshi
- 2020 – Ghamand Kar
- 2021 – Jug Jug Jeeve
- 2021 – Mauj-E-Karam
- 2022 – Baliye Re
- 2023 – Gumraah - Title Track
- 2023 – Ram Siya Ram
- 2023 – Bairaage
- 2024 – Tumhe Hi Apna Maana Hai
- 2024 – Kalyani Tera Hoon Main
- 2024 – Kya Haal Hai

Saceta Taṃḍana
- 2018 – Nazarbattu
- 2018 – Hard Hard
- 2019 – Bekhayali
- 2019 – Sachiyan Mohabbatan
- 2019 – Psycho Saiyaan
- 2019 – Sunn Le Rabb
- 2020 – Humraah
- 2020 – Faaslon Mein
- 2020 – Gulabi Lens - Title Track
- 2021 – Barbadiyan
- 2021 – Maa Sherwali
- 2022 – Khwaab Khwaab
- 2022 – Halla Sheri
- 2022 – Mehram
- 2022 – Maiyya Mainu
- 2022 – Jind Meriye
- 2022 – Udd Chala
- 2022 – Lover - Title Track
- 2022 – Lootere Aa Gaye
- 2023 – Sanjha
- 2023 – Kudmayi
- 2023 – Simroon Tera Naam
- 2023 – Meethi Boliyan
- 2024 – Haste Haste

Paraṃparā Thākura
- 2019 – Pal Pal Dil Ke Paas
- 2020 – Muqabla
- 2020 – Muqabla - Telegu
- 2020 – Muqabla - Tamil
- 2022 – Padhai Likhai
- 2022 – Jadoo
- 2023 – Ram Sita Ram - Telugu
- 2023 – Ram Siya Ram - Tamil
- 2023 – Ram Siya Ram - Kannada
- 2023 – Ram Siya Ram - Malayalam
- 2023 – Sun Sajni
- 2023 – Heer Bhi Royi
- 2024 – Jeena Sikhaya

## Album
- 2019 – Jhansa
- 2019 – Rani Teri Vodka
- 2019 – Nai Jaana
- 2020 – Swag Se Solo
- 2020 – Bewafai
- 2020 – Kandhe Ka Woh Til
- 2020 – Tanhaai
- 2021 – Mehendi Wale Haath
- 2021 – Chhor Denge
- 2021 – Aur Pyaar Karna Hai
- 2021 – Patli Kamariya
- 2021 – Is Qadar
- 2021 – Chura Liya
- 2021 – Shiv Tandav Strotam (Har Har Shiv Shankar)
- 2021 – Shri Amarnath Ishwaram
- 2021 – Ishq Mein
- 2021 – Gajanan
- 2021 – Shiv Panchakshar Stotra
- 2022 – Khwaab Khwaab
- 2022 – Takdaa Rawaan
- 2022 – Malang Sajna
- 2023 – Deewani
- 2023 – Chandni

## Riconoscimenti
- 2020 – IIFA Popular Awards Winner, Miglior direzione musicale con Kabir Singh
- 2020 – Vincitori Filmfare Awards, Miglior album musicale con Kabir Singh
- 2020 – Mirchi Music Awards, Listener's Choice Awards, Migliore canzone dell'anno con Bekhayali
- 2020 – Mirchi Music Awards, Listener's Choice Awards, Miglior album dell'anno, con Kabir Singh
- 2020 – Screen Awards, Miglior musica con Kabir Singh
- 2020 – Zee Cine Awards, vincitori del premio della giuria, Miglior musica con Kabir Singh
- Star Screen Awards, Miglior album musicale con Kabir Singh
- Star Screen Awards, Miglior cantante in playback, Sachet Tandon con Bekhayali